# Idioma rético
El rético es una lengua de la antigua Italia testimoniada epigráficamente en la provincia romana de Recia o Rética (Rhaetia o Rhaetica), limitada por los Alpes al sur, el alto Danubio al norte, el Rin al oeste, la provincia del Nórico al este y el río Eno. Su territorio coincidía aproximadamente con el cantón de los Grisones (Suiza), Baviera y el Tirol. Los romanos llamaron a sus pobladores rhaetii, que nos dejaron numerosas inscripciones en su lengua.

## Historia
Sobre los pueblos de los Alpes, Plinio el Viejo escribió, que vecinos de los nóricos eran: «los retos y los vindélicos (...) Se cree que los retos son descendientes de etruscos expulsados por los galos; su caudillo se llamaba Reto». E incluye entre las poblaciones réticas a los tridentinos, feltrinos y beruenses, venonnenses y sarunetes, y añade que estos dos últimos pueblos vivían en el nacimiento del Rin.
Desde un punto de vista lingüístico la lengua de los retos o rético, parece compartir algunas terminaciones con el etrusco y probablemente pueda considerarse una lengua emparentada con él. De hecho algunos autores han propuesto una familia tirsénica o etrusco-rética que englobaría tanto a los varios dialectos etruscos, como al lemnio (testimoniado en una sola inscripción en la isla de Lemnos) y a la lengua de las inscripciones réticas.
Históricamente, la región de Rhaetia fue conquistada por Roma en tiempos de Augusto (del 16 a. C. al 15 a. C.). Tras las expediciones del cónsul Publio Silio Nerva, del futuro emperador Tiberio y de Druso el Joven, se convirtió en provincia romana.

## Alfabeto e inscripciones
Las inscripciones proceden del siglo V a. C. al año 15 a. C., fecha en que Roma conquista los Alpes como se ha dicho. Disponemos solo de unos pocas inscripciones en rético escritas en un alfabeto derivado del etrusco, y solo han sido interpretadas de manera fragmentaria. La mayoría de estos textos parecen ser solo breves inscripciones votivas: dedicatorias y ofrendas en las que aparece el nombre de la divinidad a la que se dirigen y el nombre del oferente, y algunas estelas funerarias. Un ejemplo de inscripción es la siguiente breve inscripción de tres líneas: 
1) kastri esi eunin lape [?]

2) ritali esi kaszrinia pet

3) esi mnesi kaszrinia up[e?]
Las pocas huellas de la lengua se encuentran casi exclusivamente en la toponimia, pero ni en este campo son identificables con precisión.

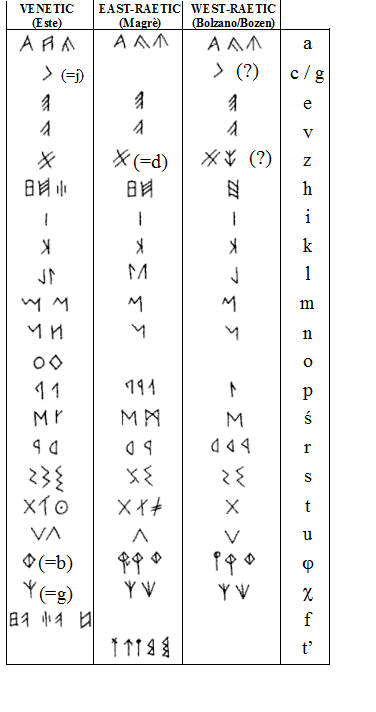
Alfabetos réticos y venético

## Descripción lingüística
Aunque no disponemos de muchos datos, tanto la formación de palabras como la inflexión de las palabras en esta lengua sugieren que existe cierto parentesco con el etrusco. También se ha identificado un cierto número de palabra que parecer tener correspondencias en etrusco (aunque algunas de ellas podrían ser simplemente préstamos lingüísticos). El lemnio, que ciertamente está emparentado con el etrusco, podría ser también un miembro de esta familia etrusco-rética. La evidencia actual permite afirmar que estas tres lenguas (rético, etrusco, lemnio) comparten algunas características comunes así como algunas terminaciones comunes, tales como: -s' (que podría ser un genitivo), y la terminación -sl (tal vez genitivus genitivi), que aparece en las tres lenguas. Otras terminaciones verbales comunes serían -eis', -s'i, -ai, -aith, -ke /-ake, cuyos significados no se entienden del todo pero su uso es similar.